# I don't wanna die in an air disaster
I don't wanna die in an air disaster is een single van Albert Hammond. Het is afkomstig van zijn derde album getiteld Albert Hammond uit 1974. Dat album scoorde voornamelijk goed in Nederland en België en leverde het tweetal succesvolle singles I'm a train en I don’t wanna die in an air disaster. Op 12 juni dat jaar werd het nummer op single uitgebracht.
De plaat heeft een dubbele tekst: aan de ene kant gaat het over hoe Hammond niet als een kaars wil "uitgaan" en jong en wild wil blijven. Anderzijds zingt hij niet dood te willen gaan door een vliegtuig ongeluk.

## Nederlandse Top 40
De single was Hammonds grootste hit, doch geen alarmschijf. Dertien weken genoteerd met 2 maal twee weken de derde positie.
| Hitnotering: week 34 t/m 47 in 1974 | Hitnotering: week 34 t/m 47 in 1974 | Hitnotering: week 34 t/m 47 in 1974 | Hitnotering: week 34 t/m 47 in 1974 | Hitnotering: week 34 t/m 47 in 1974 | Hitnotering: week 34 t/m 47 in 1974 | Hitnotering: week 34 t/m 47 in 1974 | Hitnotering: week 34 t/m 47 in 1974 | Hitnotering: week 34 t/m 47 in 1974 | Hitnotering: week 34 t/m 47 in 1974 | Hitnotering: week 34 t/m 47 in 1974 | Hitnotering: week 34 t/m 47 in 1974 | Hitnotering: week 34 t/m 47 in 1974 | Hitnotering: week 34 t/m 47 in 1974 | Hitnotering: week 34 t/m 47 in 1974 | Hitnotering: week 34 t/m 47 in 1974 |
| Week:                               | 1                                   | 2                                   | 3                                   | 4                                   | 5                                   | 6                                   | 7                                   | 8                                   | 9                                   | 10                                  | 11                                  | 12                                  | 13                                  | 14                                  |                                     |
| ----------------------------------- | ----------------------------------- | ----------------------------------- | ----------------------------------- | ----------------------------------- | ----------------------------------- | ----------------------------------- | ----------------------------------- | ----------------------------------- | ----------------------------------- | ----------------------------------- | ----------------------------------- | ----------------------------------- | ----------------------------------- | ----------------------------------- | ----------------------------------- |
| Positie:                            | 21                                  | 8                                   | 5                                   | 3                                   | 3                                   | 4                                   | 3                                   | 3                                   | 4                                   | 7                                   | 11                                  | 18                                  | 34                                  | 36                                  | uit                                 |

## NPO Radio 2 Top 2000
| Nummer met noteringen in de NPO Radio 2 Top 2000 | '99 | '00  | '01 | '02 | '03 | '04 | '05 | '06 | '07 | '08 | '09  | '10 | '11  |
| ------------------------------------------------ | --- | ---- | --- | --- | --- | --- | --- | --- | --- | --- | ---- | --- | ---- |
| I Don't Wanna Die in an Air Disaster             | 901 | 1029 | 441 | 692 | 688 | 610 | 740 | 847 | 668 | 682 | 1158 | 924 | 1394 |

1. ↑  Een vetgedrukt getal geeft de hoogste notering aan.
2. ↑  Deze tabel is bijgewerkt tot en met de laatste editie (2024).